# Албансько-французькі відносини
Албансько-французькі відносини — відносяться до сучасних та історичних відносин Албанії та Франції. Албанія має посольство в Парижі, а Франція — посольство в Тирані.
Країни є членами організації Північноатлантичного договору (НАТО) та Організації з безпеки та співробітництва в Європі . Як засновник та член Європейського Союзу (ЄС), Франція — одна з єдиних країн, яка не підтримує Албанію на її євроінтеграційному шляху.